# Pierce County (Georgia)
Pierce County is een county in de Amerikaanse staat Georgia.
De county heeft een landoppervlakte van 889 km² en telt 15.636 inwoners (volkstelling 2000). De hoofdplaats is Blackshear.